# Oscar i gospođa u ružičastom (roman)
Oscar i gospođa u ružičastom (fra. Oscar et la dame rose) je roman Érica-Emmanuela Schmitta objavljen 2002. kao treća iz serije knjiga Cycle de l'invisible.

## O knjizi
Knjiga se sastoji od pisama koja desetgodišnji Oscar piše Bogu. Njih je pronašla Mama Rose – gospođa iz naslova romana koja se pretvara da je sumo hrvač: ona dječaka posjećuje u ružičastoj uniformi kakvu nose medicinske sestre u bolnici za djecu. Pisma opisuju dvanaest dana u Oscarovom životu ispunjena zabavnim i smiješnim likovima. 
Tih dvanaest dana u Oscarovom životu mogli bi biti i njegovi posljednji dani: no zahvaljujući Mami Rose, koja se jako zbližava s Oscarom, oni postaju nezaboravni. Oscar ima još nekoliko dragih prijatelja, primjerice "Pop Corna", "Bacona" i "Einsteina", a ta su njihova imena zapravo nadimci koje su dobili zbog svojih bolesti. Oscar se zaljubljuje u "Peggy Blue", bolesnicu koja je zbog svoje bolesti potpuno poplâvila. 

## Film
Prema romanu Oscar et la Dame rose snimljen je 2009. godine istoimeni film s Michèle Laroque u ulozi Mame Rose.

## Vanjske poveznice
- Albin Michel – Oscar et la dame rose  Arhivirana inačica izvorne stranice od 7. ožujka 2016. (Wayback Machine) (fr.)